# Vall del riu Medjerda
La Vall del riu Medjerda és el territori de Tunísia situat a ambdós costats del riu Medjerda que és el principal del país. Es divideix en dos partes diferenciades:
- L'alta vall o la Dakhla, que s'inicia a les gorgues de Testour, i va de fet fins a la frontera algeriana travessant les governacions de Béja i Jendouba. Vegeu la Dakhla.

- La baixa vall, que comença després de les gorgues de Testour i delegació de Medjez El Bab, i segueix el seu recorregut tortuós fins a desaiguar a la delegació d'Utique a la vora de Porto Farina (Ghar El Melh).

Dins d'aquesta segona es poden incloure terres de les governacions de Bizerta, Ariana i Manouba. Es tracta d'una zona al·luvial en general plana que rep nombrosos oueds. És la zona millor conreada del país i la de més producció agrícola. El riu passa tocant o molt proper per diverses ciutats, les principals de les quals són Medjez El Bab, Tebourba i Utique, però la regió inclou nombroses viles menors la majoria a una certa distància del riu.